# Prashant Prabhakar

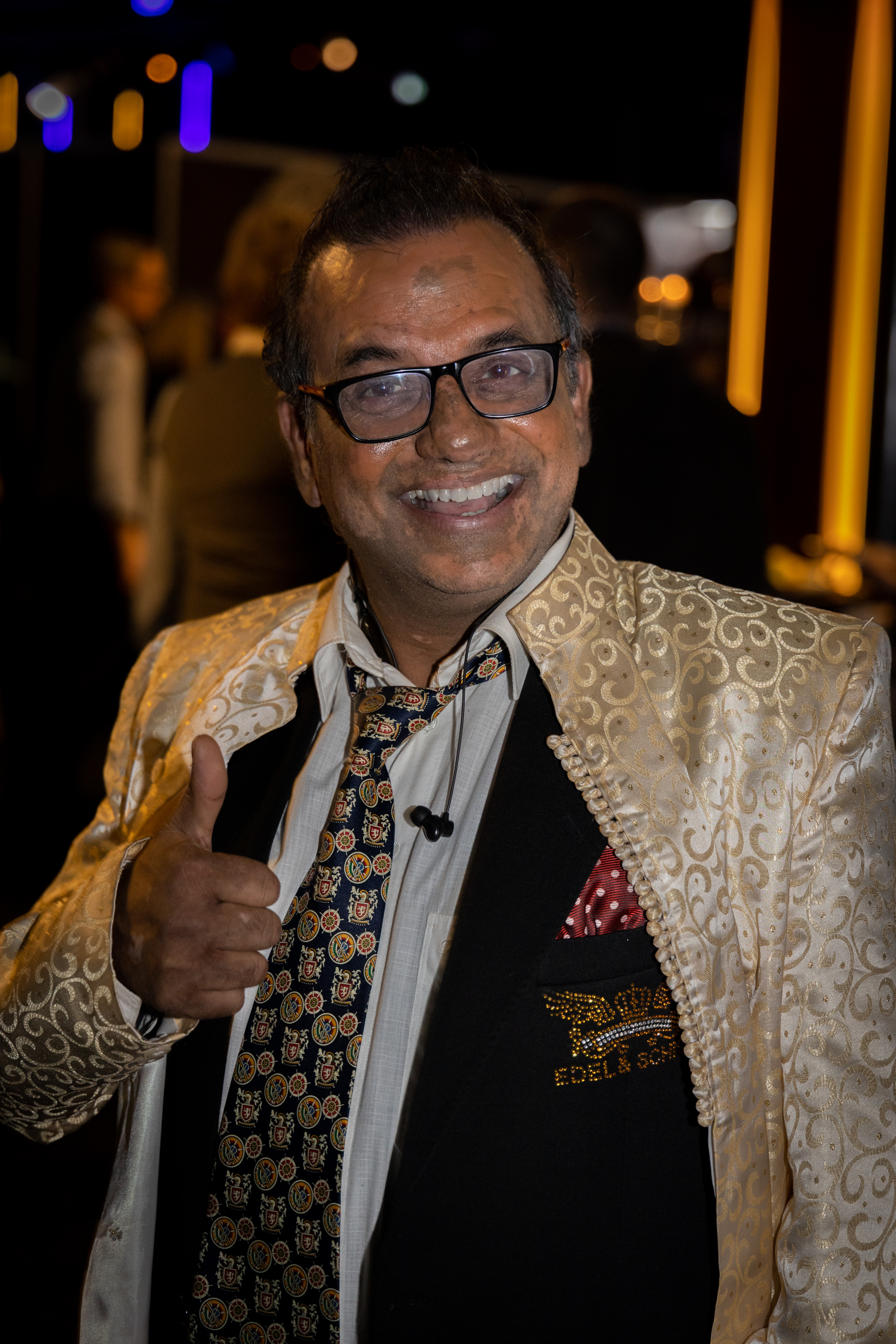
Prashant Jaiswal (2023)

Prashant Prabhakar (* 13. Oktober 1974 in Indien; eigentlich Prashant Jaiswal) ist ein deutscher Schauspieler indischer Herkunft. Er wohnt in Göttingen.

## Leben
Prashant Jaiswal wuchs in Ostindien auf. In seinen frühen 20er Jahren kam er erstmals durch das Goethe-Institut (in Indien als Max Müller Bhavan bekannt) mit der deutschen Kultur und Sprache in Kontakt.
Nachdem er sein Studium der Psychologie absolviert und die deutsche Sprache erfolgreich erlernt hatte, ging er nach Deutschland. Dort arbeitete er auf der Expo 2000 als Aufbauhelfer in Hannover. Im Jahr 2002 entschloss er sich, nach Deutschland auszuwandern und begann in Hannover mit einem Studium der Sozialwissenschaften. Von seinem großen Vorbild Amitabh Bachchan inspiriert, hegte er den Wunsch, sich als Schauspieler einen Namen zu machen. In Indien hatte er bereits eine private Schauspielausbildung absolviert. Deshalb widmete Jaiswal sich nebenher der Schauspielerei, bis er schließlich das Studium abbrach und sich auf die Schauspielerei konzentrierte. 
Seitdem hat er in über 90 deutschen Fernseh-, Kinofilmen und Werbespots mitgewirkt.
Prashant Jaiswal lebt in Göttingen, ist geschieden und ist Vater einer Tochter. Seit 2021 leidet er an der Weißfleckenkrankheit (Vitiligo). Da er als Schauspieler keine Arrangements mehr erhält, arbeitet er in einem Göttinger Supermarkt.

## Film und Fernsehen
Im Tatort: Dunkle Wege aus dem Jahr 2005 spielte er einen reichen Inder und übernahm auch später viele Rollen, in denen er indischstämmige Personen verkörperte. Einem breiteren Publikum wurde Prashant Prabhakar durch seine Rolle als Mitarbeiter Prashant in der Pro7-Serie Stromberg bekannt, den er später auch im Stromberg-Kinofilm verkörperte. Er war zudem Gast in der VOX-Sendung Das perfekte Dinner.
Daraufhin folgten weitere Gastrollen beim Tatort sowie in Alarm für Cobra 11 (Folge: Hooray for Bollywood). Im Münster-Tatort mit Axel Prahl und Jan Josef Liefers, spielte er den indischen Koch Singh.
In Wüstenblume spielte Jaiswal erstmals in der Rolle des Kami in einem Kinofilm. Der Film erhielt 2010 eine Nominierung zum Deutschen Filmpreis in der Kategorie „Bester Film“. Daraufhin folgten Rollen bei Willkommen bei den Hartmanns und Männerherzen … und die ganz ganz große Liebe.

## Astra-Werbung
Im Jahr 2018 produzierte die Biermarke Astra ein Plakat mit Prabhakar, auf dem er im Nixenkostüm unter dem Spruch „Wolle Dose kaufe“ für das Radler-Getränk Kiezmische zu sehen war. Aufgrund der Anspielung auf das Klischee des indischen Rosenverkäufers mit schlechten Deutschkenntnissen wurde die Biermarke für die nach Auffassung von Betrachtern rassistische Konnotation der Kampagne kritisiert. Auch der Fußballverein FC St. Pauli distanzierte sich von der Werbung, schließlich ließ die Carlsberg-Brauerei die Plakate abnehmen und entschuldigte sich. Prabhakar selbst indes teilte dem SPIEGEL mit, er fühle sich von dem Motiv nicht benachteiligt und finde „es nicht diskriminierend, sondern lustig“.

## Filmografie (Auswahl)
- 2005: Tatort – Dunkle Wege (Fernsehreihe)
- 2005–2012: Stromberg (Fernsehserie, Mitwirkung in 30 Folgen)
- 2006: Aktenzeichen XY … ungelöst (Fernsehserie) – Folge: Inder Shop
- 2007: Vollidiot
- 2008: Angie (Fernsehserie)
- 2009: Die Pfefferkörner (Fernsehserie)
- 2009: SOKO Köln (Fernsehserie)
- 2009: Spielzeugland Endstation
- 2009: Wüstenblume (Desert Flower)
- 2010: Frischfilm – Die Nacht der Hochschulfilme (Fernsehfilm)
- 2010: Mit Herz und Handschellen (Fernsehserie)
- 2010: Küss Dich Reich
- 2010: Liebling, lass uns scheiden!
- 2010: Fasten à la Carte (Fernsehfilm)
- 2011: Lisas Fluch (Fernsehfilm)
- 2011: Männerherzen … und die ganz ganz große Liebe
- 2012: Tatort – Hinkebein (Fernsehfilm)
- 2012: Robin Hood: Ghosts of Sherwood
- 2012: Agent Ranjid rettet die Welt
- 2013: Stromberg – Der Film
- 2013: Und Äktschn!
- 2015: 3 Türken und 1 Baby
- 2015: Aktenzeichen XY … ungelöst
- 2016: Willkommen bei den Hartmanns
- 2017: Druckpunkt[5] (Kurzfilm)
- 2018: Alarm für Cobra 11 – Die Autobahnpolizei – Hooray for Bollywood (Fernsehserie)
- 2018: Der Lehrer (Fernsehserie, eine Folge)
- 2018: Schöne heile Welt (Fernsehfilm)
- 2019: Mein Lotta-Leben – Alles Bingo mit Flamingo!

## Auszeichnungen
- 2009: Doppel-Platin von Sony Music für die DVD-Ausgabe der dritten Stromberg-Staffel, die Frank Montenbruck stellvertretend für alle Capitol-Mitarbeiter-Darsteller in Empfang nahm.